# 벤조퓨란
벤조퓨란(영어: benzofuran)은 벤젠 고리와 퓨란 고리가 융합된 두 개의 고리 구조를 특징으로 하는 분자식이 C8H6O인 헤테로고리 화합물이다. 벤조퓨란은 무색의 액체로 콜타르의 구성 성분이다. 벤조퓨란은 보다 복잡한 구조를 갖는 많은 관련 화합물들의 모체 화합물이다. 예를 들어, 솔라렌은 여러 식물들에서 생성되는 벤조퓨란 유도체이다.

## 생성
벤조퓨란은 콜타르에서 추출된다. 벤조퓨란은 또한 2-에틸페놀의 탈수소화에 의해 얻을 수 있다.

### 실험실에서 제조 방법
벤조퓨란은 실험실에서 다양한 방법으로 제조할 수 있다. 주목할 만한 예들은 다음과 같다.
- 클로로아세트산에 의한 살리실알데하이드의 O-알킬화, 이어서 생성된 에터의 탈수(고리화) 및 탈카복실화.[3]

|  |

- 쿠마린이 수산화물과 반응하는 퍼킨 자리옮김.[4][5][6]

|  |

- 다양한 친다이엔체와 나이트로 비닐 퓨란의 딜스-알더 반응.[7]

|  |

- 알카인 오쏘-치환 페놀의 고리이성질화.[8]

|  |

## 같이 보기
- 치환된 벤조퓨란
- 퓨란 – 융합된 벤젠 고리가 없는 유사체.
- 인돌 – 산소 원자 대신 질소 원자를 가지고 있는 유사체.
- 벤조싸이오펜 – 산소 원자 대신 황 원자를 가지고 있는 유사체.
- 아이소벤조퓨란 – 2번 위치에 산소 원자를 가지고 있는 이성질체.
- 오론
- 툰베르기놀 F